# 上翁堡
上翁堡（法語：Hombourg-Haut，法語發音：[ɔ̃buʁ o]；洛林法兰克语：Humerich）是法国摩泽尔省的一个市镇，属于福尔巴克-布莱摩泽尔区。

## 地理
上翁堡（49°7'33"N, 6°46'41"E）面积12.25 平方千米，位于法国大東部大區摩泽尔省，该省份为法国东北部内陆省份，是洛林的一部分，西南接默尔特-摩泽尔省，东临下莱茵省，北与卢森堡和德国接壤。
与上翁堡接壤的市镇（或旧市镇、城区）包括：贝坦、弗雷曼-梅尔勒巴克、根维莱尔、马什伦、聖阿沃爾德。

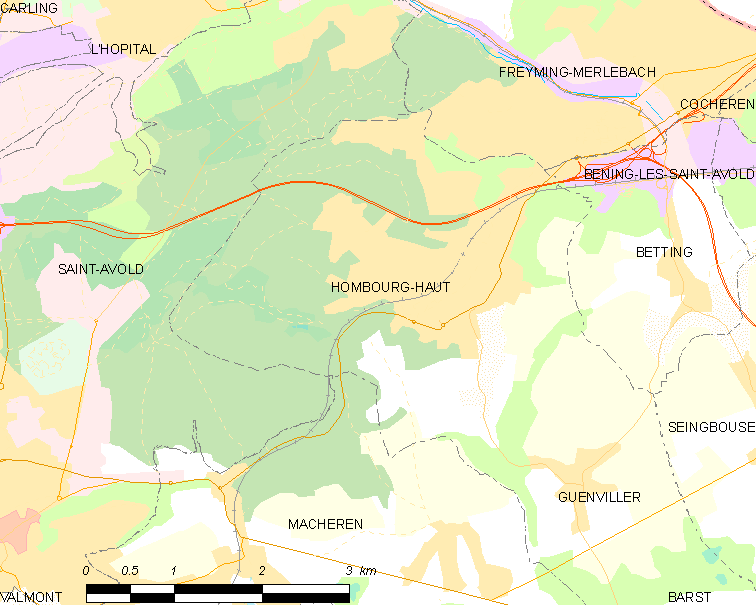
上翁堡的OSM定位图

上翁堡的时区为UTC+01:00、UTC+02:00（夏令时）。

## 行政
上翁堡的邮政编码为57470，INSEE市镇编码为57332。

## 政治
上翁堡所属的省级选区为弗雷曼-梅尔勒巴克县。

## 人口

1962-2008年间上翁堡人口变化图示

上翁堡于2022年1月1日时的人口数量为6122人。